# Sept cavaliers (bande dessinée)
Sept Cavaliers est une série de bandes dessinées de Jacques Terpant. Il s'agit d'une adaptation du roman de Jean Raspail : Sept cavaliers sortirent au crépuscule par la porte de l'Ouest qui n'était plus gardée. 

Cette série est le premier cycle de La Saga Pikkendorff.

## Parutions
Trois tomes sont parus chez Delcourt entre 2009 et 2010 :
1. Le Margrave héréditaire (2009  (ISBN 9782221107256).
2. Le Prix du sang, 2009 (ISBN 9782756018836)[1].
3. Le Pont de Sépharée, 2010 (ISBN 9782756020273)[2].

## Distinctions
Jacques Terpant a obtenu à Bruxelles le prix Saint-Michel du meilleur dessin 2011 pour le troisième tome de cette série.